# ريدة (مصر)
قرية ريدة هي إحدي القرى التابعة لمركز المنيا بمحافظة المنيا في جمهورية مصر العربية. حسب إحصاءات سنة 2006، بلغ إجمالي السكان في ريدة 14811 نسمة، منهم 7556 رجل و7255 امرأة.

## التسمية
ريدة من القرى القديمة، قال صاحب القاموس الجغرافى «وردت في المشترك لياقوت أنها "ريدة" في كورة الأشمونيين، وقال في معجم البلدان إنها اسم مدينة في اليمن، وفى قوانين ابن مماتى وفى تحفة الإرشاد أنها من أعمال الأشمونيين، وذكر أميلينو في جغرافيته أنها قرية باسم «Arideou»، وقال: أنه وجد هذه الاسم في ورقة بردية، ويظن أنها من قرى الفيوم وليس لها أثر اليوم، وبالبحث تبين لى أن أريدو المذكورة ليست من قرى الفيوم، بل هى من قرى الأشمونيين وأنها هى الاسم القديم لقرية ريدة هذه»